# Áron László (színművész)
Áron László (Kecskemét, 1945. június 10. –) magyar színművész.

## Életpályája
1968–1972 között járt a Színház- és Filmművészeti Főiskolára, Simon Zsuzsa osztályába. 1972–1976 között, valamint 1980–1982 között a Veszprémi Petőfi Színházban játszott. 1976–1977-ben a szolnoki Szigligeti Színház tagja volt. 1977–1980 között a kecskeméti Katona József Színházban lépett fel. 1982–1983-ban a győri Kisfaludy Színház, 1983–1986 között pedig a zalaegerszegi Hevesi Sándor Színház színésze volt. 1986–1988 között a József Attila Színházhoz szerződött. 1988–1990 között a Szegedi Nemzeti Színház tagja volt. 1990–1991 között a Békés Megyei Jókai Színház színművésze volt. 1991–1997 között a Vígszínház tagja volt. 1997–2003 között szabadúszó volt. 2003-tól a Miskolci Nemzeti Színház tagja volt.

## Színpadi szerepei
- Illyés Gyula: Tiszták... Vidál
- Brecht: Koldusopera... Jimmy; Horgasujjú Jakab
- O’Neill: Eljő a jeges... Lieb
- Williams: Nyár és füst... Dusty
- Knoblauch-Bennett: Mérföldkövek... Sam Sibley; Richard Sibley
- Tamási Áron: Énekes madár... Pap
- Vasziljev: A hajnalok itt csendesek... Őrnagy
- Miller: Az ügynök halála... Bernard; Charley
- Illyés Gyula: Az ünnepelt... Aljegyző
- Molnár Ferenc: Az ördög... László
- Nagy Ignác: Tisztújítás... Hajlósi
- Vörösmarty Mihály: Csongor és Tünde... Balga
- William Shakespeare: Sok hűhó semmiért... Konrád
- Sarkadi Imre: Kőmíves Kelemen... Izsák
- Zsuhovickij: Igyunk Kolumbuszra... Burlakov
- Illyés Gyula: Tűvé-tevők... Vargalegény
- Vámos Miklós: Égszakadás, földindulás... Lala
- Illyés Gyula: Bölcsek a fán... Andresz
- Csehov: Három nővér... Prozorov
- Kocsis István: Tárlat az utcán (Van Gogh)... Első férfi
- Mesterházi Lajos: Pesti emberek... Deske
- Móricz Zsigmond: Úri muri... Hulla János; Gosztonyi
- Monnot: Irma, te édes!... Dörzsölt Jojó
- Száraz György: A megoldás... Andrej
- Kocsis István: A nagy játékos... Sigray
- William Shakespeare: Athéni Timon...
- Bulgakov: Álszentek összeesküvése... De Lessaque márki
- Sarkadi Imre: Oszlopos Simeon avagy: lássuk, Uramisten, mire megyünk ketten... Bálint
- Stein: Verzió... Andrej
- William Shakespeare: Pericles... Thaliard
- Eörsi István: Play Molnár (Színe és visszája)... László
- Dürrenmatt: Pör a szamár árnyékáért... Polyphonus; Strabylus
- Labiche-Michel: Olasz szalmakalap... Achille de Rosalba
- Csepreghy Ferenc: Sztrogoff Mihály utazása Moszkvától Irkuczkig... Ogareff
- Ördögh Szilveszter: Kapuk Thébában... Első testőr
- Crommelynck: A csodaszarvas... Gróf
- Gogol: A revizor... Luka Lukics Hlopov
- Páskándi Géza: Kálmán király... Demes
- Marceau: A tojás... Émile Magis
- William Shakespeare: Vízkereszt vagy amit akartok... Orsino
- Wilde: Eszményi férj... Sir Robert Chiltern
- Németh László: Széchenyi... Babarczy ezredes
- Bíró-Lengyel: A cárnő... Kasumovszky
- Csurka István: Házmestersirató... Polgár
- Darvas József: Részeg eső... Csontos Gyula
- Tabi László: Pardon, százegy percre! - Tabi László szerzői estje...
- Csurka István: Eredeti helyszín... Szerdahelyi Kiss
- Johnson: Lakat alá a lányokkal... Pancser Percy
- Whiting: Az ördögök... Rangier atya
- Storelli: A szent strici... Rezio
- Katona József: Bánk bán... Bánk bán
- Madách Imre: Az ember tragédiája... Második demagóg; Negyedik polgár; Munkás; Plátó; Eszkimó; Ádám
- Csurka István: Ki lesz a bálanya?... Abonyi Bálint
- Hubay Miklós: A túsz-szedők... Menelaosz
- Kamondy László: Lány az aszfalton... Doktor Liebermann
- Webster: A fehér ördög... Brachiano herceg
- Gelman: Prémium... Ajzatullin
- Brecht: Baal... Dr. Piller; A csavargó; Egy zongorista; A vén koldus; Csendőr; Favágó; Fuvaros
- Katona József: Jeruzsálem pusztulása... Titus Vespasianus
- Kesselring: Arzén és levendula... Jonathan
- Csehov: Három nővér... Versinyin
- Örkény István: Groteszk...
- Gorin: Felejtsétek el Herosztratoszt!... Harmadik polgár
- Nyirő József: Jézusfaragó ember... Andorás
- Csurka István: Megmaradni... III. zenész
- Háy Gyula: Mohács... Tomori Pál
- Orton: Szajré... Truscott
- Schnitzler: Körmagyar... A férj
- John Steinbeck: Egerek és emberek... Lennie
- William Shakespeare: Harmadik Richárd... Sir Robert Brakenbury
- William Shakespeare: Antonius és Cleopatra... Gallus
- Szántó–Szécsény: Vendégek Amerikából... Mr. Kennedy
- Sütő András: A szuzai menyegző... Bétisz
- Tennessee Williams: A vágy villamosa... Stanley
- Molnár Ferenc: Liliom... Dr. Reich
- Sütő András: Az ugató madár...
- Edmond Rostand: Cyrano... Egy márki
- Karinthy-Aszlányi: A hét pofon... Bixman sofőr; Dr. Meyers; Lawrence rendőrfőnök; Petterson átváltozóművész
- Szerb Antal: Ex - királyi szélhámosság... Guzman; Compton
- Szigethy András: Kegyelem... Bang-Jensen Pavl
- Fo: Dög bújjék...! (A csöcsös ördög)... Kardinális
- Friedrich Dürrenmatt: Az öreg hölgy látogatása... Hofbauer
- Molière: Don Juan vagy a kőszobor lakomája... Don Alonso
- Feydeau: Bolha a fülbe... Romain Tournel
- Madách Imre: Mózes... Főpap
- Spiró György: Kvartett... Vendég
- Kálmán Imre: Csárdáskirálynő... Leopold Mária
- Csehov: Cseresznyéskert... Gájev
- Eisemann Mihály: Hyppolit, a lakáj... Makáts
- Bulgakov: Molière (Képmutatók cselszövése)... Marquis de Charron
- Levin: Az élet mint olyan... Gunkel
- Lessing: Bölcs Náthán... Szaladin
- William Shakespeare: Szeget szeggel... Porkoláb
- Szép Ernő: Vőlegény... Fater
- Poiret: Őrült nők ketrece... Georges Barchét
- Arthur Miller: Közjáték Vichyben... Von Berg herceg
- Schaffer: Amadeus... Franz Orsini-Rosenberg gróf
- Mrozek: Tangó... Eugenius

## Filmjei
| - 80 huszár (1978) - Az erőd (1979) - A szeleburdi család (1981) - Hatásvadászok (1983) - Titánia, Titánia, avagy a dublőrök éjszakája (1988) - Vadon (1988) - Tanmesék a szexről (1989) - Újabb Kockázati Tényező (1998) - Harc az öböl felett (1998) - Valami Amerika (2002) - Lopakodók 2. (2002) - A harag napja (2006) - Beethoven árnyékában (2006) - Eszter hagyatéka (2008) - A csíkos pizsamás fiú (2008) - Kaméleon (2008) - A kém, aki dobott engem (2018) | - Appassionata (1982) - Nem érsz a halálodig (1990) - Família Kft. (1991) - Szomszédok (1991-1995) - Raszputyin (1996) - Kisváros (1997-1998) - Koldus és királyfi (2000) - Pirkadat (2008) - A katedrális (2010) - Hacktion (2011) - Barátok közt (2008, 2017) - A tanár (2019) - Drága örökösök (2020) |

## Művei
- Egy színész naplója

## Szinkronszerepei
- Szulejmán: Tuncel Kurtiz - Mehmet Ebussuud Efendi
- Nico: Henry Silva - Kurt Zagon
- Az elveszett világ:Jurassic Park: Pete Postlethwaite - Roland Tembo
- A jövő hírnöke: Daniel von Bargen - Briscoe sheriff
- Halálhágó: Bo Svenson - Roy Jennings